# إنفا
محمد المختار بن محمد المصطفى بن محمد الْمُزَّمِّل بن محمد المظفّر المشهور بابن آییر والمعروف بـ إنْفَا وهو شيخ وعالم دين

## الأصل
الشيخ محمد المختار الملقب (إنفا) الأنصاري من قبيلة الأنصار من الخزرج.

## ولادته
بعض نسخ كتاب الرحلة الأنصارية تشير إلى أن الشيخ المزمل هو الذي ترك أهله حيث توفي أبوه محمد أحمد في بلد (إهير) المذكور في بلاد إيكدز ثم سافر إلى بلاد تمبكتو للاستكشاف والاستطلاع، فتوفي في مكان يقال له (أفيتاول) على شاطئ النهر الذي يجري هناك، قبالة الموضع المعروف بـ (تين ناتن) وهو الذي صار مساكن الأنصار من أهل إينابَلَحَنْ فيما بعد، فدُفن هناك فلما توفي الشيخ المزمل في ذلك المكان ترك الوصية المسلسلة لابنه محمد المصطفى المذكور، ثم انتقل هذا الأخير بعد وفاة والده المزمل إلى قرية (أروان) شمال تمبكتو ويبدو أن محمد المصطفى انصرف إلى هذه القرية وترك التوجه إلى تمبتكو التي كان أبوه يريدها ، لأنه لم يجد خبراً عنها من ثقة يطمئن به ، فقد توفي أبوه الذي ذهب مستطلعا لها فانقطع خبرها ، أو أنه أجل التوجه إليها لأمر ما لا يعرفه آنذاك إلا الخاصة، وهو الغزو السعدي الوشيك لتمبتكو، فلما نزل بلدة أروان نزل على قوم من العرب والطوارق، وتزوج منهم امرأة اسمها مامّة بنت تمكلت بن محمد بن أبي بكر، فولد له منها ولده الشيخ العلامة محمد المختار المعروف بـ (إنفا) بعد عام ١٠٠١هـ. وبعد وفاة الشيخ محمد المصطفى في القرية المذكورة نفسها ، وقيل بل في إيكدز حيث كان أبوه وجده، ترك الوصية لابنه الشيخ محمد المختار المعروف بـ (إنفا) وهو الذي اشتهرت به اسرة آل إنفا، في العصور المتأخرة، وذهب الشيخ (إنفا) للحج وأخذ مدة عند أبناء عمه الأنصار الموجودين في فزّان في ليبيا ، وهم من هذه السلسلة نفسها ، وبعد عودته من الحج تزوج امرأة من أهل أروان، اسمها فاطمة الفردوس بنت أحمد بن فرديمس بن عياض.

## وفاته
توفي عن زوجته مامّة بعد أن أولدها ولداً هو محمد بن محمد المختار (إنفا) وتزوج بها بعده العلامة القاضي أحمد بن آد بن محمد بن أبي بكر بن غوث ... إلى الحسن بن علي بن أبي طالب

## مكان وفاته
قيل انه لما كبر وضعف رحل به ابنه محمد إلى بلاد تمبكتو في المائة التاسعة بعد الهجرة، غير أن المشهور عند مؤرخي أسرة بني إنفا أن الشيخ إنفا توفي ببلدة أروان، وسكن إينشقاغَنْ وهي (أروان) وأول قدومه، وتزوج في هذه القرية وعاش فيها، ثم أخذ يسافر إلى تمبكتو ويعود إلى أروان، حتى ولد له ابنه محمد، فكان آخر أمره أن توفي وهو في (أروان) ودُفِنَ فيها.

## المرجع

### فهرس
1. ↑   & بن محمد الأنصاري 2010، صفحة 123
2. 1 2  تمبكتو وإمبراطورية سونغاي: تاريخ السودان للسعدي حتى سنة 1613 ووثائق معاصرة أخرى، صفحة xxvi
3. 1 2  تاريخ قبائل الأنصار في سائر البلدان والأقطار، صفحة 339
4. ↑   & بن محمد الأنصاري 2010، صفحة 125
5. ↑   & بن محمد الأنصاري 2010، صفحة 130
6. ↑   & بن محمد الأنصاري 2010، صفحة 126
7. ↑  تاريخ قبائل الأنصار في سائر البلدان والأقطار، صفحة 340

### المعلومات الكاملة للمراجع
- بن محمد الأنصاري، عبد الله (2010). الأوفى المختار في تاريخ بني إنفا الأنصار. دار الكتاب والسنة للنشر والدولي. ISBN:978-603-00-4262-3.
- John O. Hunwick (2003). Timbuktu and the Songhay Empire: Al-Saʿdi's Taʾrīkh al-Sūdān Down to 1613 and Other Contemporary Documents (بالإنجليزية). Boston: Koninklijke Brill NV. p. xxvi. ISBN:9004128220.
- د. ياسر حميد حامد آل عبدالوهاب الخزرجي الأنصاري, د. ياسر (2018-01-01). تاريخ قبائل الأنصار في سائر البلدان والأقطار (بالعربیة) (1st ed.). دار سنابل الكتاب: دار سنابل الكتاب. Vol. 1. p. 339-350. ISBN:9789775255389. {{استشهاد بكتاب}}: تحقق من التاريخ في: |سنة= (help)صيانة الاستشهاد: التاريخ والسنة (link) صيانة الاستشهاد: لغة غير مدعومة (link)
- محمد محمود الأرواني (2010). تاريخ الصحراء والسودان وبلد تنبكت وشنقيط وأروان في جميع البلدان. أكاديمية الفكر الجماهيري. ISBN:9789773222680.